# Hylopezus macularius
El tororoí moteado (en Perú) (Hylopezus macularius), también denominado tororoi carimanchado (en Colombia) u hormiguero pichón punteado (en Venezuela), es una especie de ave paseriforme de la familia Grallariidae perteneciente al género Hylopezus, anteriormente colocado en la familia Formicariidae. Es nativa de las regiones amazónica y guayanense en América del Sur.

## Distribución  y hábitat
Se distribuye por el noreste de Venezuela, Guyana, Guayana francesa, Surinam y adyacente norte de Brasil; y sur de Venezuela, sureste de Colombia, Ecuador, noreste de Perú y centro norte de Brasil.
Esta especie es considerada poco común y bastante local en su hábitat natural: el suelo o cerca, del interior y los bordes de selvas húmedas de terra firme de la Amazonia, hasta los 500 m de altitud.

## Descripción
Mide 14 cm de longitud y pesa entre 40 y 53 g. Las partes superiores son de color castaño liváceo, con corona y nuca grises, notorio anillo ocular color ocre y lores color ante, línea malar negra delgada; la garganta es blanca, el pecho color crema con estría negruzcas, los flancos y el vientre color canela claro y el crísum blancuzco; bajo las coberteras de las alas las plumas son ocráceas con una banda negra bordeada de ocre en la base de las primarias.

## Alimentación
Se alimenta de insectos, que encuentra entre las hojas caídas al suelo.

## Sistemática

### Descripción original
La especie H. macularius fue descrita por primera vez por el naturalista neerlandés Coenraad Jacob Temminck en 1823 bajo el nombre científico Pitta macularia; la localidad tipo es: «Brasil, error=Cayena».

### Etimología
El nombre genérico masculino «Hylopezus» deriva del griego «ὑλη hulē»: bosque y «πεζος pezos»: caminada; significando «que camina por el bosque»; y el nombre de la especie «macularius»,  del latín moderno: manchado, punteado, maculado.

### Taxonomía
Anteriormente este género era incluido en la familia Formicariidae, pero como resultado de los estudios filogenéticos fue clasificado en la familia Grallariidae.
El tororoí enmascarado (Hylopezus auricularis), de Bolivia, ha sido considerado anteriormente como la subespecie Hylopezus macularius auricularis, pero se ha planteado que es una especie distinta, basándose especialmente en las diferencias entre su canto y el de H. macularius.
Como resultado de una revisión sistemática del grupo politípico H. macularius con base en morfometría, plumaje, vocalización y características moleculares, conducida por Carneiro et al. (2012), la entonces subespecie Hylopezus macularius paraensis fue elevada al rango de especie y una nueva especie Hylopezus whittakeri fue descrita; lo que fue reconocido por la aprobación de la Propuesta N° 622 al Comité de Clasificación de Sudamérica (SACC).
El taxón dilutus es considerado sinónimo de H. macularius diversus (Zimmer, JT, 1934), sobre quien tiene prioridad según Carneiro et al. (2012) y considerado como especie plena por el Comité Brasileño de Registros Ornitológicos (CBRO) pero es mantenido como la subespecie H. macularius dilutus por el Congreso Ornitológico Internacional (IOC) y por Clements Checklist.

### Subespecies
Según la clasificación del IOC y  Clements Checklist v.2015, se reconocen dos subespecies, con su correspondiente distribución geográfica:
- Hylopezus macularius macularius (Temminck, 1830) – noreste de Venezuela (Sierra de Imataca), las Guayanas, y norte de Brasil hacia el este hasta al menos desde Manaus y, al sur del río Amazonas, entre los ríos Xingú y Tocantins (Caxiuanã).
- Hylopezus macularius dilutus (o diversus)  (Hellmayr, 1910) – sur de Venezuela (región alrededor del cerro Duida, alto río Orinoco y Caño Casiquiare), sureste de Colombia (Loretoyacu, en el extremo sureste de Amazonas), y noreste de Perú al norte del río Amazonas (Iquitos, Puerto Indiana) y también al sur del río Marañón y oeste del río Ucayali (Pacaya-Samiria).